# Delftse Studentenzwemvereniging WAVE
De Delftse Studentenzwemvereniging 'WAVE' (ook wel DSZ WAVE of kortweg WAVE) is een studentensportvereniging uit Delft, die watersportactiviteiten organiseert op het gebied van (wedstrijd)zwemmen, waterpolo en triatlon. 

## Karakteristieken
Naast sportvereniging fungeert WAVE voor haar leden ook als studentengezelligheidsvereniging. Het clublied is geschreven op de muziek van Het Land van Maas en Waal. Dit lied wordt ten gehore gebracht bij (sport)evenementen waar WAVE aan deelneemt. 

## Geschiedenis
DSZ WAVE werd op 26 februari 1990 opgericht als waterpolovereniging voor studenten aan de Technische Universiteit Delft. De naam is "WAVE" is dan ook min of meer een acroniem voor WAterpoloVEreniging. In 2007 ging de toenmalige Delftse Studenten Triatlonvereniging Trinity op in WAVE. Sinds 2020 beschikt WAVE over een oud-ledenvereniging.

## Competities en wedstrijden

### Zwemmen
WAVE neemt jaarlijks deel aan de Nederlandse Studenten Zwem Competitie. Ook wordt deelgenomen aan het Nederlands Studentenkampioenschap zwemmen. Sinds 2010 komt WAVE daarnaast nog samen met zwemvereniging d'Elft onder de vlag van startgemeenschap SG d'Elft-WAVE uit in de landelijke B-klasse van de KNZB Zwemcompetitie. Ook wordt er met SG d'Elft-WAVE deelgenomen aan diverse nationale (masters)kampioenschappen.

### Waterpolo
WAVE heeft vier waterpoloteams. Heren 1 en heren 2 komen uit in respectievelijk 3e klasse bond en district van de waterpolocompetitie van de Koninklijke Nederlandse Zwembond, de dames 1 in de tweede districtsklasse. Het vierde team is een gemengd beginnersteam dat uitkomt in de Nederlandse Studenten Waterpolo Kompetitie (NSWK). Jaarlijks organiseert WAVE het WAVE Winter Toernooi, een waterpolotoernooi waaraan zowel teams van studenten als van niet-studenten uit binnen- en buitenland meedoen.

### Triatlon
Jaarlijks organiseert WAVE een zwemloop-evenement in juni in recreatiegebied de Delftse Hout. Sinds 2013 doet WAVE met een team mee aan de nationale triatloncompetitie waarbij het WAVE-team uitkomt in de tweede divisie van deze competitie. Vanwege het zesde lustrum werd in 2020 de jaarlijkse zwemloop, in samenwerking met de Stichting Triatlon Delftse Hout, opgewaardeerd naar een heuse triatlon met verschillende klassen en afstanden.

## Interne structuur
Tijdens de jaarlijkse Algemene Vergadering aan het begin van het collegejaar wordt een nieuw bestuur aangesteld, dat naast een voorzitter, secretaris en penningmeester ook bestaat uit een zwemcommissaris en een waterpolocommissaris. Daarnaast kent de vereniging verschillende commissies. 

## Externe structuur
DSZ WAVE is aangesloten bij de stichting Nederlandse Studenten Zwemsport en X, het sportcentrum van de TU Delft.

## Bekende oud-leden
PvdA-politicus Diederik Samsom is een oud-lid van DSZ WAVE.